# Consistórios de Inocêncio VI
O Papa Inocêncio VI (1352–1362) criou quinze cardeais em três consistórios:

## 15 de fevereirode1353[1]
1. Andouin Aubert, + 10 de maio de 1363.

## 23 de dezembrode1356[2]
1. Élie de Saint-Yrieix, OSB, + 10 de maio de 1367.
2. Francesco degli Atti, + 25 de agosto de 1361.
3. Pierre de Monteruc + 30 de maio de 1385.
4. Guillaume Farinier, OFM, + 17 de junho de 1361.
5. Nicolás Rossell, OP, + 28 de março de 1362.
6. Pierre de la Forêt, + 7 de junho de 1361.

## 17 de setembrode1361[3]
1. Fontanier de Vassal, OFM, + outubro de 1361.
2. Pierre Itier, + 20 de maio de 1367.
3. Jean de Blauzac, + 6 de julho de 1379.
4. Gilles Aycelin de Montaigu, + 5 de dezembro de 1378.
5. Androin de la Roche, OSB, + 29 de outubro de 1369.
6. Étienne Aubert, + 29 de setembro de 1369.
7. Guillaume Bragose, + no outono de 1367.
8. Hugues de Saint-Martial, + 1403.